# Notre-Dame-des-Ardilliers
Notre-Dame-des-Ardilliers è una chiesa che si trova nella cittadina francese di Saumur, sul lungofiume della Loira.

## Storia
Nel 1454 un agricoltore, mentre lavorava il suo campo, scoprì nel terreno ricco di argilla una statuetta in pietra di una trentina di centimetri d'altezza, rappresentante una pietà. Il contadino la portò a casa. Successivamente, e per ben due volte, egli rinvenne la statuetta tornata nel luogo ove fu da lui scoperta, nei pressi di una fontana già nota per le virtù benefiche della sua acqua. Da allora ebbe inizio fra la popolazione un moto di devozione attorno a tale statua, che fu piazzata in una nicchia sotto un arco di pietra.

## La cappella
Jean Olivier, vescovo di Angers, fece gettare le fondamenta della cappella di Notre-Dame-des-Ardilliers di Saumur il 1º agosto 1534, in presenza del sindaco Saumur, Jean de Castagnier, e dello scabino, Guillaume Bourdeau.
Il vescovo Gabriel Bouvery inaugurò la nuova chiesa il 30 luglio 1553.
Questa cappella conteneva all'inizio nove arcate ma due di esse furono abbattute nel XVIII secolo per far posto alla costruzione di una rotonda e della sovrastante cupola, completata nel 1695.
Rimangono oggi poche tracce della cappella originale, poiché il suo soffitto fu rialzato quando venne allocato il retablo dell'abate Choyer ed essa fu restaurata nel XIX secolo. Ciò non di meno esiste ancora in sacrestia un frammento della volta primitiva.

## Convento dell'Oratorio
Nel 1614 gli oratoriani presero possesso delle Ardilliers e vi installarono una loro comunità che aprì le sue porte nel 1619 ed arriverà a contare fino a quaranta preti.